# Cua dâu tây
Cua dâu tây (Danh pháp khoa học: Neoliomera pubescens), tên tiếng Anh: Strawberry crab, là một loài cua biển trong các loài cua bể thuộc họ Neoliomera Pubescens, chúng thường sống quanh đảo Hawaii, Polynesia và Mauritius. Chúng kỳ lạ vì có hình dạng và màu sắc giống hệt như quả dâu tây được tìm thấy tại bờ biển phía Nam Đài Loan. Chúng là loài động vật mới được phát hiện.

## Đặc điểm
Toàn bộ cơ thể của nó bị bao trùm bởi một lớp vỏ màu đỏ tươi và trên chiếc mai nhỏ nhắn còn xuất hiện thêm những đốm lấm tấm màu trắng, vì vậy mà nhiều người khi nhìn những con cua này đều liên tưởng đến hình dạng quả dâu tây. Chiếc mai của loài cua dâu tây có chiều rộng khoảng 1 inch, tương đương khoảng 2.54 cm. Cua là loài sinh vật thuộc họ động vật ăn tạp, nhưng thức ăn yêu thích của chúng chủ yếu là các loài tảo biển.